# Badminton-Junioreneuropameisterschaft 1987
Die Badminton-Junioreneuropameisterschaft 1987 fand vom 12. bis zum 19. April 1987 in Warschau statt.

## Medaillengewinner
| Disziplin    | Gold | Silber | Bronze                                                |
| ------------ | --- | --- | ----------------------------------------------------- |
| Herreneinzel | Pontus Jäntti | Michael Søgaard                                                                                                | Thomas Madsen                                         |
| Herreneinzel | Pontus Jäntti | Michael Søgaard                                                                                                | Johnny Sørensen                                       |
| Dameneinzel  | Helle Andersen | Joanne Muggeridge                                                                                              | Catrine Bengtsson                                     |
| Dameneinzel  | Helle Andersen | Joanne Muggeridge                                                                                              | Anne Gibson                                           |
| Herrendoppel | Michael Søgaard Jens Maibom | Thomas Olsen Frederik Lindqvist                                                                                | Rob Stalenhoef Randy Trieling                         |
| Herrendoppel | Michael Søgaard Jens Maibom | Thomas Olsen Frederik Lindqvist                                                                                | Chris Hunt Andrew Fairhurst                           |
| Damendoppel  | Catrine Bengtsson Margit Borg | Julie Munday Tracy Dineen                                                                                      | Helle Andersen Charlotte Madsen                       |
| Damendoppel  | Catrine Bengtsson Margit Borg | Julie Munday Tracy Dineen                                                                                      | Trine Johansson Marlene Thomsen                       |
| Mixed        | Jens Maibom Charlotte Madsen | Jonas Ericsson Margit Borg                                                                                     | Randy Trieling Sonja Mellink                          |
| Mixed        | Jens Maibom Charlotte Madsen | Jonas Ericsson Margit Borg                                                                                     | Richard Harmsworth Tracy Dineen                       |
| Mannschaften | Dänemark Thomas Madsen Anne Marie Laursen Michael Søgaard Jens Maibom Charlotte Madsen Helle Andersen Frederik Lindquist Marlene Thomsen Trine Johansson | England Felicity Gallup Peter Knowles Chris Hunt Tracy Dineen Andrew Fairhurst Richard Harmsworth Julie Munday | Schweden Jonas Ericsson Catrine Bengtsson Margit Borg |

## Resultate

### Halbfinale
| Disziplin    | Sieger                          | Finalist                        | Ergebnis           |
| ------------ | ------------------------------- | ------------------------------- | ------------------ |
| Herreneinzel | Pontus Jäntti                   | Thomas Madsen                   | 14–17, 15–8, 15–7  |
| Herreneinzel | Michael Søgaard                 | Johnny Sørensen                 | 15–9, 12–15, 15–8  |
| Dameneinzel  | Joanne Muggeridge               | Anne Gibson                     | 11–2, 11–7         |
| Dameneinzel  | Helle Andersen                  | Catrine Bengtsson               | 11–8, 4–11, 11–7   |
| Herrendoppel | Jens Maibom Michael Søgaard     | Randy Trieling Rob Stalenhoef   | 15–12, 18–14       |
| Herrendoppel | Frederik Lindquist Thomas Olsen | Andrew Fairhurst Chris Hunt     | 17–15, 6–15, 15–12 |
| Damendoppel  | Catrine Bengtsson Margit Borg   | Charlotte Madsen Helle Andersen | 15–6, 15–5         |
| Damendoppel  | Julie Munday Tracy Dineen       | Marlene Thomsen Trine Johansson | 15–13, 15–13       |
| Mixed        | Jens Maibom Charlotte Madsen    | Randy Trieling Sonja Mellink    | 15–9, 15–4         |
| Mixed        | Jonas Ericsson Margit Borg      | Richard Harmsworth Tracy Dineen | 15–6, 15–12        |

### Finale
| Disziplin    | Sieger                        | Finalist                        | Ergebnis           |
| ------------ | ----------------------------- | ------------------------------- | ------------------ |
| Herreneinzel | Pontus Jäntti                 | Michael Søgaard                 | 15–5, 15–9         |
| Dameneinzel  | Helle Andersen                | Joanne Muggeridge               | 8–11, 11–6, 11–6   |
| Herrendoppel | Jens Maibom Michael Søgaard   | Frederik Lindquist Thomas Olsen | 17–15, 13–18, 15–8 |
| Damendoppel  | Catrine Bengtsson Margit Borg | Julie Munday Tracy Dineen       | 15–4, 17–14        |
| Mixed        | Jens Maibom Charlotte Madsen  | Jonas Ericsson Margit Borg      | 4–15, 15–10, 18–14 |

## Mannschaften

### Endstand
- 1.  Dänemark
- 2.  England
- 3.  Schweden
- 4.  Niederlande
- 5.  Schottland
- 6.  Deutschland
- 7.  Sowjetunion
- 8.  Irland
- 9.  Norwegen
- 10.  Österreich
- 11.  Wales
- 12.  Polen
- 13.  Finnland
- 14.  Island
- 15.  Ungarn
- 16.  Belgien
- 17.  Frankreich
- 18.  Bulgarien
- 19.  Schweiz
- 20.  Italien
- 21.  Spanien